# Rick Renzi

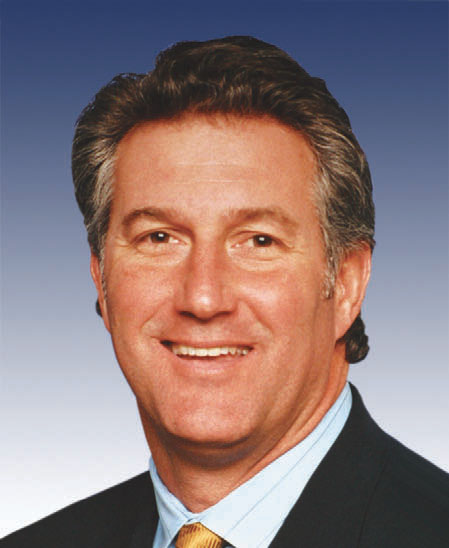
Rick Renzi

Richard George "Rick" Renzi, född 11 juni 1958 i Fort Monmouth, New Jersey, är en amerikansk republikansk politiker och affärsman. Han representerade delstaten Arizonas första distrikt i USA:s representanthus 2003-2009. Han bestämde sig för att inte ställa upp till omval i kongressvalet i USA 2008 efter att ha blivit föremål av en brottsundersökning.
Renzi gick i skola i Buena High School i Sierra Vista. Han avlade 1980 sin kandidatexamen vid Northern Arizona University och 2002 sin juristexamen vid Catholic University. Han startade 1989 företaget Renzi & Company som senare bytte namn till Patriot Insurance Agency.
Renzi vann mot fem andra kandidater i republikanernas primärval inför kongressvalet 2002. Bland motkandidaterna fanns Lewis Noble Tenney och den konservativa radiopersonligheten Sydney Hay. Renzi besegrade demokraten George Cordova i själva kongressvalet med 49% av rösterna mot 46% för Cordova. Han omvaldes två gånger. Renzi lämnade tillfälligt representanthusets underrättelseutskott 19 april 2007 efter att FBI-undersökningen mot honom hade blivit allmänt känd. Han meddelade senare samma år att han inte längre kandiderar till omval och 22 februari introducerades åtalspunkterna mot honom som gäller bland annat försäkringsbedrägeri. Renzi efterträddes i januari 2009 som kongressledamot av demokraten Ann Kirkpatrick.